# Phenacoccus memorabilis
Phenacoccus memorabilis är en insektsart som beskrevs av Borchsenius 1949. Phenacoccus memorabilis ingår i släktet Phenacoccus och familjen ullsköldlöss.
Artens utbredningsområde är Uzbekistan. Inga underarter finns listade i Catalogue of Life.